# Sivert Høyem

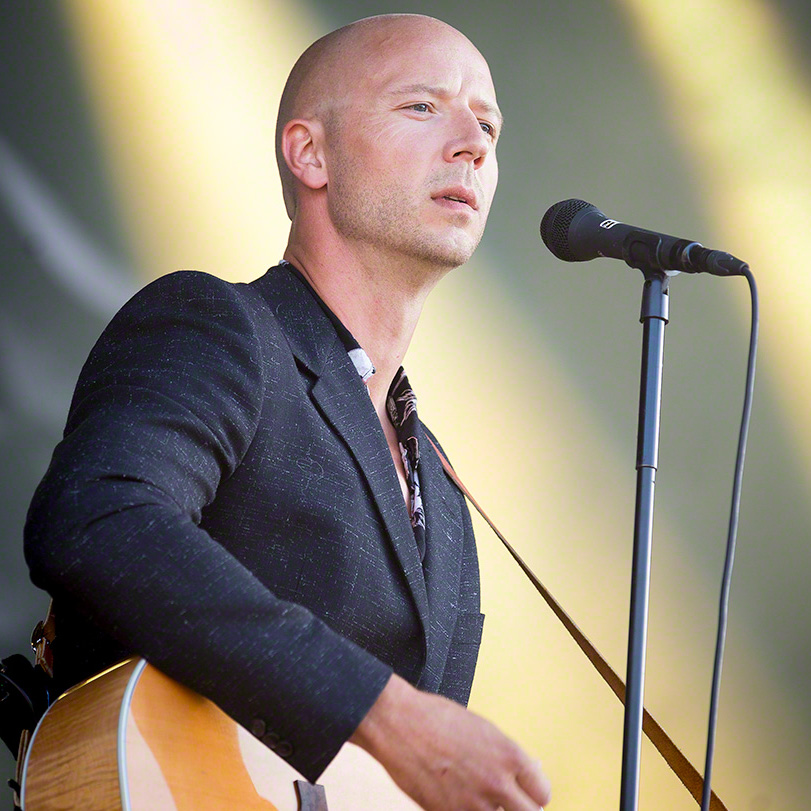
Sivert Høyem, 2016

Sivert Høyem (* 22. Januar 1976 in Stokmarknes, Hadsel) ist ein norwegischer Sänger. Bekannt wurde Høyem als Frontmann der norwegischen Indie-Rock-Band Madrugada. Seit 2004 veröffentlicht er Musik auch unter seinem eigenen Namen als Solokünstler. 

## Biografie
Høyem kam in Stokmarknes zur Welt und wuchs mit drei Geschwistern in der nordnorwegischen Kommune Sortland auf. Dort besuchte er auch die Schule. Seine Mutter Jørun Drevland war Politikerin für die Sosialistisk Venstreparti (SV) und kam als Ersatzabgeordnete zu sieben Tagen Einsatz im norwegischen Nationalparlament Storting. Nach dem Abschluss seiner Schulzeit studierte er Geschichte an der Universität Oslo.
Im Jahr 1993 war er Mitgründer der Band Abbey’s Adoption. Die Band bestand aus Sängern aus der Region um Sortland und Stokmarknes. Er wurde der Sänger der Gruppe. Die Band siedelte sich 1995 in Oslo an. Dort steuerte die Band zwei Lieder zu einem von der Studierendengemeinschaft Det norske Studentersamfund herausgegebenen Album bei. Die Lieder hatte Sivert Høyem geschrieben. Nachdem die Band für kurze Zeit Six Generations geheißen hatte, nannte sich die Gruppe im Jahr 1996 schließlich in Madrugada um. Unter ihrem neuen Namen veröffentlichte die Band 1998 ihre erste EP. Mit ihrem Debütalbum Industrial Silence erzielte die Band einen großen Erfolg und nahm den ersten Platz der norwegischen Musikcharts ein.
Im Jahr 2004 gab er mit Ladies And Gentlemen Of The Opposition sein erstes Soloalbum heraus. Sein zweites Album folgte mit Exiles zwei Jahre später. Für das Album wurde er erstmals beim norwegischen Musikpreis Spellemannprisen als Solokünstler nominiert. Gemeinsam mit der Band hatte er bereits zuvor mehrfach Auszeichnungen erhalten. Nach der Auflösung seiner Band im Jahr 2008 begann er sich verstärkt auf seine Solokarriere zu konzentrieren. Die Auflösung kam etwa ein Jahr nach dem Tod des Bandmitglieds Robert Burås. Nach seinem Tod gab die Band noch ein Album heraus. Das vorerst letzte Konzert fand am 15. November 2008 in Oslo statt.
Høyems erstes Album nach der Auflösung war das 2009 veröffentlichte Werk Moon Landing. In der Zeit trat er unter dem Namen „Sivert Höyem“ auf. Beim Spellemannprisen für das Musikjahr 2009 wurde er dafür als männlicher Künstler des Jahres ausgezeichnet. Es folgten die Alben Long Slow Distance im Jahr 2011, Endless Love 2014 und Lioness 2016. Für die Serie Occupied – Die Besatzung fungierte Høyems Lied Black & Gold als Titelmusik. Ein von auf der Akropolis in Athen gehaltenes Konzert wurde aufgezeichnet und 2016 als DVD veröffentlicht. Im Jahr darauf folgte das Album Live at Acropolis. Im Jahr 2017 gründete er mit Paradise eine neue Band. Im Februar 2021 veröffentlichte er die EP Roses of Neurosis. 2018 fand sich die Band Madrugada erneut zusammen und ging im Februar 2019 auf Tournee.

## Stil
Høyems Stimme gilt als charakteristisch tief. Øyvind Rønning schrieb 2016 für die Zeitung Dagbladet, dass Høyems Stimme so zentral für Madrugada gewesen sei, dass man den Unterschied zwischen seinen Solowerken und seiner Arbeit mit der Band nicht leicht hören kann. Weiter schrieb er, dass Høyem seit dem Ende der Zeit mit der Gruppe einen eigenen Sound entwickelt habe, er aber weiter im gleichen musikalischen Universum unterwegs sei.

## Auszeichnungen
Spellemannprisen
- 2007: Nominierung in der Kategorie „Männlicher Künstler“ für Exiles
- 2009: „Männlicher Künstler“ für Moon Landing
- 2011: Nominierung in der Kategorie „Männlicher Künstler“ für Long Slow Distance
- 2011: Nominierung in der Kategorie „Musikvideo des Jahres“ für Under Administration
- 2014: Nominierung in der Kategorie „Rock“ für Endless Love

## Diskografie (ohne Madrugada)

### Alben
| Jahr | Titel                                           | Höchstplatzierung, Gesamtwochen, AuszeichnungChartplatzierungen (Jahr, Titel, Platzierungen, Wochen, Auszeichnungen, Anmerkungen) | Höchstplatzierung, Gesamtwochen, AuszeichnungChartplatzierungen (Jahr, Titel, Platzierungen, Wochen, Auszeichnungen, Anmerkungen) | Höchstplatzierung, Gesamtwochen, AuszeichnungChartplatzierungen (Jahr, Titel, Platzierungen, Wochen, Auszeichnungen, Anmerkungen) | Anmerkungen                     |
| Jahr | Titel                                           | NO | DE | CH | Anmerkungen                     |
| ---- | ----------------------------------------------- | --- | --- | --- | ------------------------------- |
| 2004 | Ladies and Gentlemen of the Opposition          | NO3 (14 Wo.)NO | — | — |                                 |
| 2006 | Exiles                                          | NO1 (19 Wo.)NO | — | — | Sivert Høyem and the Volunteers |
| 2009 | Moon Landing                                    | NO1 ×2Doppelplatin · (24 Wo.)NO                                                                                                   | — | — |                                 |
| 2011 | Long Slow Distance                              | NO1 ×2Doppelplatin · (15 Wo.)NO                                                                                                   | — | — |                                 |
| 2013 | Live - Autumn in Arcadia                        | — | — | — |                                 |
| 2014 | Endless Love                                    | NO1 (9 Wo.)NO | — | — |                                 |
| 2016 | Lioness                                         | NO1 (9 Wo.)NO | — | — |                                 |
| 2017 | Live at Acropolis – Herod Atticus Odeon, Athens | NO9 (1 Wo.)NO | — | — |                                 |
| 2024 | On an Island                                    | NO2 (… Wo.)NO | DE68 (1 Wo.)DE | CH19 (1 Wo.)CH |                                 |
| 2025 | Dancing Headlights                              | — | — | CH67 (1 Wo.)CH |                                 |

### EPs
- Where Is My Moon? (2012)
- Roses Of Neurosis (2021)

### Singles
| Jahr | Titel Album          | Höchstplatzierung, Gesamtwochen, AuszeichnungChartsChartplatzierungen (Jahr, Titel, Album, Platzierungen, Wochen, Auszeichnungen, Anmerkungen) | Anmerkungen                     |
| Jahr | Titel Album          | NO | Anmerkungen                     |
| ---- | -------------------- | --- | ------------------------------- |
| 2006 | Into the Sea         | NO4 (15 Wo.)NO | Sivert Høyem and the Volunteers |
| 2007 | Don’t Pass Me By     | NO16 (3 Wo.)NO | Sivert Høyem and the Volunteers |
| 2009 | Moon Landing         | NO2 (16 Wo.)NO |                                 |
| 2010 | Prisoner of the Road | NO1 (9 Wo.)NO |                                 |

Weitere Lieder
- Just a Little Closer Now (mit den Volunteers, 2006)
- Phoenix (mit Satyricon, 2013)
- Black & Gold (2015)